# Неккарбишофсхайм
Неккарбишофсхайм (нем. Neckarbischofsheim) — город в Германии, в земле Баден-Вюртемберг. 
Подчинён административному округу Карлсруэ. Входит в состав района Рейн-Неккар.  Население составляет 3863 человека (на 31 декабря 2010 года). Занимает площадь 26,41 км². Официальный код  —  08 2 26 055.
Через город протекает река Кребсбах.

## Города-побратимы
- Ла-Шапель-Сен-Люк (Франция, с 1971)
- Переславль-Залесский (Россия, с 1992)

## Фотографии
- Замок
- Башня
- Рыночная площадь
- Замок
- Замок